# Plácido Álvarez-Buylla y López-Villamil
Plácido Álvarez-Buylla y López-Villamil (1893, Oviedo, Astúries - 1980, Oviedo) fou un militar espanyol que donà suport a l'alçament militar contra la Segona República el 1936. Fou alcalde d'Oviedo i governador civil de Las Palmas i de les Illes Balears durant la dictadura franquista.
Álvarez-Buylla estudià a l'Acadèmia d'Artilleria de Segòvia i com a primer destí fou enviat de tinent a Menorca. Durant la revolució d'Astúries de 1934 era capità i fou empresonat juntament amb el seu pare, Plácido Alvarez-Buylla y González-Alegre (1864-1956), també militar d'artilleria. Estava casat amb Maria Eulalia Vereterra Polo (1896-1995), cosina de Carmen Polo, esposa del dictador Francisco Franco. Participà en la defensa de la ciutat d'Oviedo durant la Guerra Civil, de la qual fou alcalde entre el novembre de 1936 i el setembre de 1939, període en el qual fou ascendit a comandant (1937). El mateix any 1939 fou nomenat governador civil de la província de Las Palmas fins al novembre de 1944. El 1953 fou ascendit de coronel a general de brigada, anomenant-lo Cap d'Artilleria de l'exèrcit del Marroc. Entre el febrer de 1956 i el setembre de 1968 fou governador civil de les Illes Balears.